# Комітет Верховної Ради України з питань аграрної та земельної політики
Комітет Верховної Ради України з питань аграрної та земельної політики — утворений 29 серпня 2019 у Верховній Раді України IX скликання. У складі комітету 30 депутатів, голова Комітету — Гайду Олександр Васильович.

## Склад
У складі комітету:
1. Гайду Олександр Васильович — голова Комітету
2. Мейдич Олег Леонідович — перший заступник голови Комітету
3. Чернявський Степан Миколайович — заступник голови Комітету
4. Колихаєв Ігор Вікторович — заступник голови Комітету
5. Халімон Павло Віталійович — заступник голови Комітету
6. Рудик Сергій Ярославович — заступник голови Комітету
7. Чайківський Іван Адамович — секретар Комітету
8. Богданець Андрій Володимирович — член Комітету, голова підкомітету з питань ціноутворення та розвитку зовнішньоекономічної діяльності в агропромисловому комплексі
9. Бунін Сергій Валерійович — член Комітету
10. Герасимов Артур Володимирович — член Комітету
11. Грищенко Тетяна Миколаївна — член Комітету
12. Гузенко Максим Васильович — член Комітету
13. Івченко Вадим Євгенович — член Комітету
14. Кириченко Микола Олександрович — член Комітету
15. Костюк Дмитро Сергійович — член Комітету, голова підкомітету з питань соціальної політики агропромислового комплексу, розвитку сільських територій, науки та освіти
16. Кучер Микола Іванович — член Комітету
17. Лабазюк Сергій Петрович — член Комітету
18. Литвиненко Сергій Анатолійович — член Комітету
19. Нагаєвський Артем Сергійович — член Комітету, голова підкомітету з питань земельних відносин
20. Нікітіна Марина Вікторівна — член Комітету
21. Петьовка Василь Васильович — член Комітету
22. Салійчук Олександр В'ячеславович — член Комітету
23. Соломчук Дмитро Вікторович — член Комітету
24. Столар Вадим Михайлович — член Комітету
25. Тарасов Олег Сергійович — член Комітету, голова підкомітету з питань удосконалення структури державного управління в сфері агропромислового комплексу
26. Тимофійчук Володимир Ярославович — член Комітету
27. Христенко Федір Володимирович — член Комітету
28. Чорноморов Артем Олегович — член Комітету, голова підкомітету з питань економічної і фінансової політики в агропромисловому комплексі
29. Шол Маргарита Віталіївна — член Комітету, голова підкомітету з питань розвитку базових галузей в агропромисловому комплексі
30. Юрчишин Петро Васильович — член Комітету, голова підкомітету з питань харчової промисловості та торгівлі агропромисловими товарами

## Предмет відання
Предметом відання Комітету є:
- економічна політика в агропромисловому комплексі;
- державне регулювання агропромислового виробництва та прикладних наукових досліджень в аграрній сфері;
- сільськогосподарська кооперація;
- регулювання земельних відносин (крім земельних відносин у межах територій забудови);
- лісове, водне та рибне господарство.